# He-Stil
Der He-Stil (chinesisch 和式, Pinyin héshì oder 和氏,  héshì, bzw. 和家,  héjiā) der chinesischen Kampfkunst Taijiquan ist einer der sechs ältesten Familienstile. Der Name bezieht sich auf die Familie He (和氏), die diesen Stil über Generationen entwickelt hat. Im Jahr 2014 wurde der He-Stil Taijiquan als „nationales immaterielles Kulturerbe Chinas“ anerkannt und in die sechs wichtigsten traditionellen Taijiquan-Stile aufgenommen. Manchmal wird diese Kampfkunst auch als Zhaobao-He-Stil (趙堡和式 / 赵堡和式) oder Zhaobao-Taijiquan (趙堡太極拳 / 赵堡太极拳) bezeichnet.

## Geschichte der Familie He
Der Gründer des He-Stils ist Hé Zhàoyuán (和兆元, 1810–1890) aus dem Dorf Zhaobao (趙堡鎮 / 赵堡镇, heute Großgemeinde in Kreis Wen), wo seine Familie die traditionelle chinesische Medizin (TCM) praktizierte. Mit 15 Jahren lernte er Taijiquan von Chén Qīngpíng (陳清平 / 陈清平; 1795–1868; 7. Generation des Zhaobao-Taijiquan).
Der Tradition der chinesischen Kampfkünste (traditionelles Wushu) folgend wurde die Kunst des Taijiquan nur an die männlichen Nachkommen innerhalb der eigenen Familie weitergegeben. Damit sollte verhindert werden, dass eine Kampfkunst mit destruktivem Potential aus dem Einflussbereich der eigenen Familie und damit außer Kontrolle gerät. Für den Zhaobao-Taijiquan galt bis dahin der Ausspruch „die Kampfkunst verlässt das Dorf nicht“ (拳不出村). Erst Anfang des 20. Jahrhunderts wurde der He-Stil von Hé Qìngxǐ (和慶喜 / 和庆喜) und Hé Qìngtái (和慶臺 / 和庆台, 3. Generation des He-Stils Taijiquan) an Fremde außerhalb der Familien gelehrt und weitergegeben.
- Hé Qìngxǐ‚ (和慶喜 / 和庆喜; 1857–1936), 3. Generation des He-Stils Taijiquan, lernte in seiner Kindheit „chinesisches Schattenboxen“ und chinesische Medizin. Er gab seine Fähigkeiten weiter an: Hé Xúexìn (和學信 / 和学信, dessen Neffe in Baoji) und Hé Xúemǐn (和學敏 / 和学敏, dessen Sohn), Hé Xúehuì (和學惠 / 和学惠, dessen Neffe), Zhèn Bóyīng (鄭伯英 / 郑伯英, in Xi’an), Zhèng Wùqīng (鄭悟清 / 郑悟清, in Xi’an), Liú Shìyīng (劉士英 / 刘士英, Hao Yuchao, Chen Guilin, Chai Yuzhu, Guo Yun), die die Verbreitung des He-Stil-Taijiquans in der chinesischen Gesellschaft und später auf der ganzen Welt förderten.
- Zhèng Wùqīng (鄭悟清 / 郑悟清; 1895–1984), 4. Generation des He-Stil-Taijiquans, aus der Stadt Zhaobao, war schwer erkrankt und konnte nicht aufstehen. 1928 wurde er von Hé Qìngxǐ gelehrt und nach ein paar Monaten geheilt. Im Jahr 1938 floh er nach Xi’an. Dort lehrte er den He-Stil Tai Chi Chuan an der Whampoa-Militärakademie und an anderen Orten. Zheng übte über 60 Jahre lang täglich den He-Stil Tai Chi Quan. Er wurde „He-Taiji-Meister von Nordwest-China“ genannt. Er hat Herausragendes für die Verbreitung des He-Stil-Taijiquans geleistet. Meisterschüler von Zhèng Wùqīng sind: Zhèng Jūn (鄭鈞 / 郑钧), Zhèn Rùi (鄭瑞 / 郑瑞), Sūn Lángtíng (孫兰亭 / 孙兰亭), Jì Chāngxiù (紀昌秀 / 纪昌秀), Liú Rùì (劉瑞 / 刘瑞), Hóu Ěrliáng (侯爾良 / 侯尔良), Sòng Yǜnhuá (宋蘊華 / 宋蕴华) und Li Suíchéng (李隨成 / 李随成).
- Hé Shìyīng (和士英; 1918–1987), 5. Generation des He-Stil-Taijiquans und ältester Sohn von Hé Xúexìn. Er übte seit seiner Kindheit mit seinem Vater das Boxen, die Lehre der chinesischen Medizin und hier besonders die Akupunktur. Seine Nachfolger sind: Hé Dìngyuán (和定元), Hé Dìngqián (和定乾), Hé Dìngzhōng (和定中), He Dingguo (auch bekannt als Hé Yǒulù) (和有祿 / 和有禄), sein Neffe Hé Dìngyǔ (和定宇), Hóu Fúmíng (侯福明), Daì Zhōngmíng (戴忠銘 / 戴忠铭) und andere.

## Charakteristische Eigenschaften des He-Stil-Taijiquans
Der He-Stil Taijiquan zeichnet sich durch besonders viele verschiedene kreisförmige Bewegungen aus. Deshalb wird der He-Stil auch „Kreisförmige Faustform“ genannt oder auch als He-Stil-(Körper-)Stellung (和氏架) bekannt.

## Form des He-Stil-Taijiquans
- Der He-Stil-Taijiquan hat eine traditionelle Form (Taolu) mit 72 Bewegungen, die auch in 108 unterteilt werden kann.
- Erweiterte Form mit 75 Bewegungen (von Zhèng Wùqīng)
- Formen mit 18 Bewegungen (von Hé Yǒulù)
- Vereinfachte Form mit 13 Bewegungen (von Hé Yǒulù)
- Vereinfachte Form mit 24 Bewegungen (von Hóu Ěrliáng).

## Waffen
Die im He-Stil gebräuchlichen Waffen sind:
- das Jian – chinesisches Schwert – mit 60 Bewegungen
- der Dao – chinesischer Säbel – mit 32 Bewegungen
- der Gun – chinesischer Langstock – oder Qiang – chinesischer Speer

## Partnerübungen
- Tuishou – englisch pushing hands, „Schiebende Hände“
- Sanshou – „Freikampf“, „Stil der freien Hände“
- Taolu – „Demonstrative Kampfformen“